# 維利霍韋齊河 (斯特雷帕河支流)

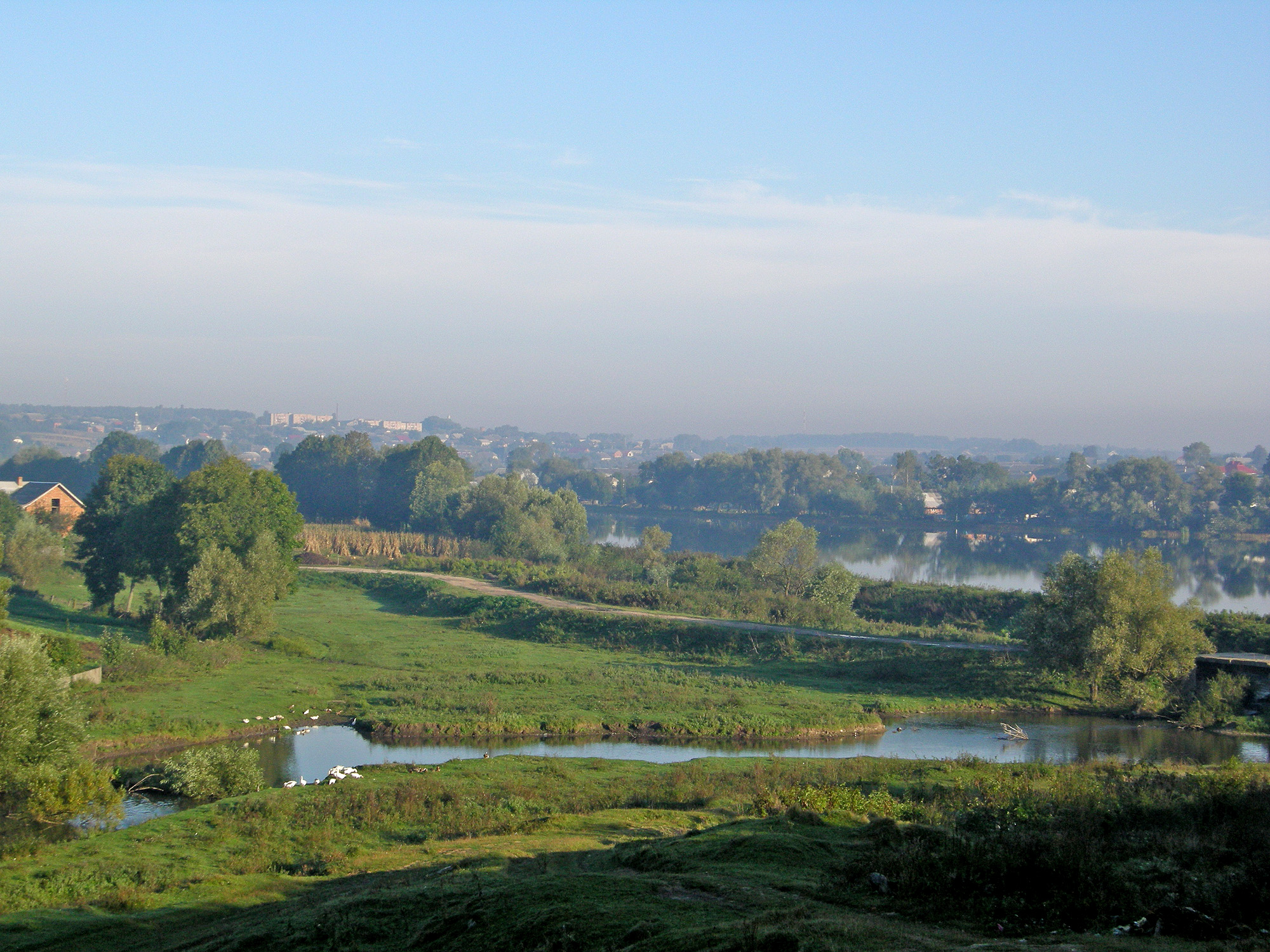

維利霍韋齊河（羅馬化：Vilkhovets）是烏克蘭的河流，位於該國西部捷爾諾波爾州，發源自多布羅波萊以東，流經喬爾特基夫區，最終流入斯特雷帕河。河道全長38公里，流域面積173平方公里。